# Campo Tres Naciones
Campo Tres Naciones är en ort i Mexiko.   Den ligger i kommunen Navolato och delstaten Sinaloa, i den västra delen av landet, 1 000 km nordväst om huvudstaden Mexico City. Campo Tres Naciones ligger 14 meter över havet och antalet invånare är 149.
Terrängen runt Campo Tres Naciones är mycket platt. Runt Campo Tres Naciones är det ganska tätbefolkat, med 155 invånare per kvadratkilometer. Närmaste större samhälle är Licenciado Benito Juárez, 4,9 km nordväst om Campo Tres Naciones. Trakten runt Campo Tres Naciones består till största delen av jordbruksmark.